# Vassacyon
Vassacyon era un mammifero carnivoro vissuto in Francia e in Nordamerica tra la fine del Paleocene e il primo Eocene. È uno dei più antichi esponenti della famiglia dei Miacidi, gli antenati dei moderni Carnivori.

## Diffusione e specie
La specie V. taxidiotis è stata scoperta nel 2013 nel bacino di Le Quesnoy in Francia 
 assieme a resti fossili di Gracilocyon solei e Dormaalocyon latouri. Presenta caratteristiche basali rispetto alle specie successive. Il sito è datato all'intervallo tra Paleocene ed Eocene e questo suppone un'origine europea del genere e una soltanto successiva radiazione nordamericana.
La specie V. bowni è stata scoperta nel 2008 nella località di Castle Gardens nello stato del Wyoming: è stato identificato un secondo molare destro insieme a reperti delle specie Uintacyon gingerichi e Miacis rosei in strati risalenti al primo Eocene.

La specie V. promicrodon (prima delle tre ad essere scoperta e a tutt'oggi ancora di incerta classificazione) è datata all'Eocene medio e si è diffusa dal Wyoming fino ad arrivare al Mississippi. Sono disponibili mandibole complete di mascelle inferiori e molari superiori con larghi talonidi.